# فيلي آيكهورن
فيلي آيكهورن (بالألمانية: Willi Eichhorn)‏ هو مجدف ألماني، ولد في 23 أغسطس 1908، وتوفي في 25 مايو 1994.

## وصلات خارجية
- فيلي آيكهورن على موقع الاتحاد الدولي للتجديف (الإنجليزية)
- فيلي آيكهورن على موقع اللجنة الأولمبية الدولية (الإنجليزية)
- فيلي آيكهورن على موقع أوليمبيديا (الإنجليزية)